# Єгорова Тамара Іванівна

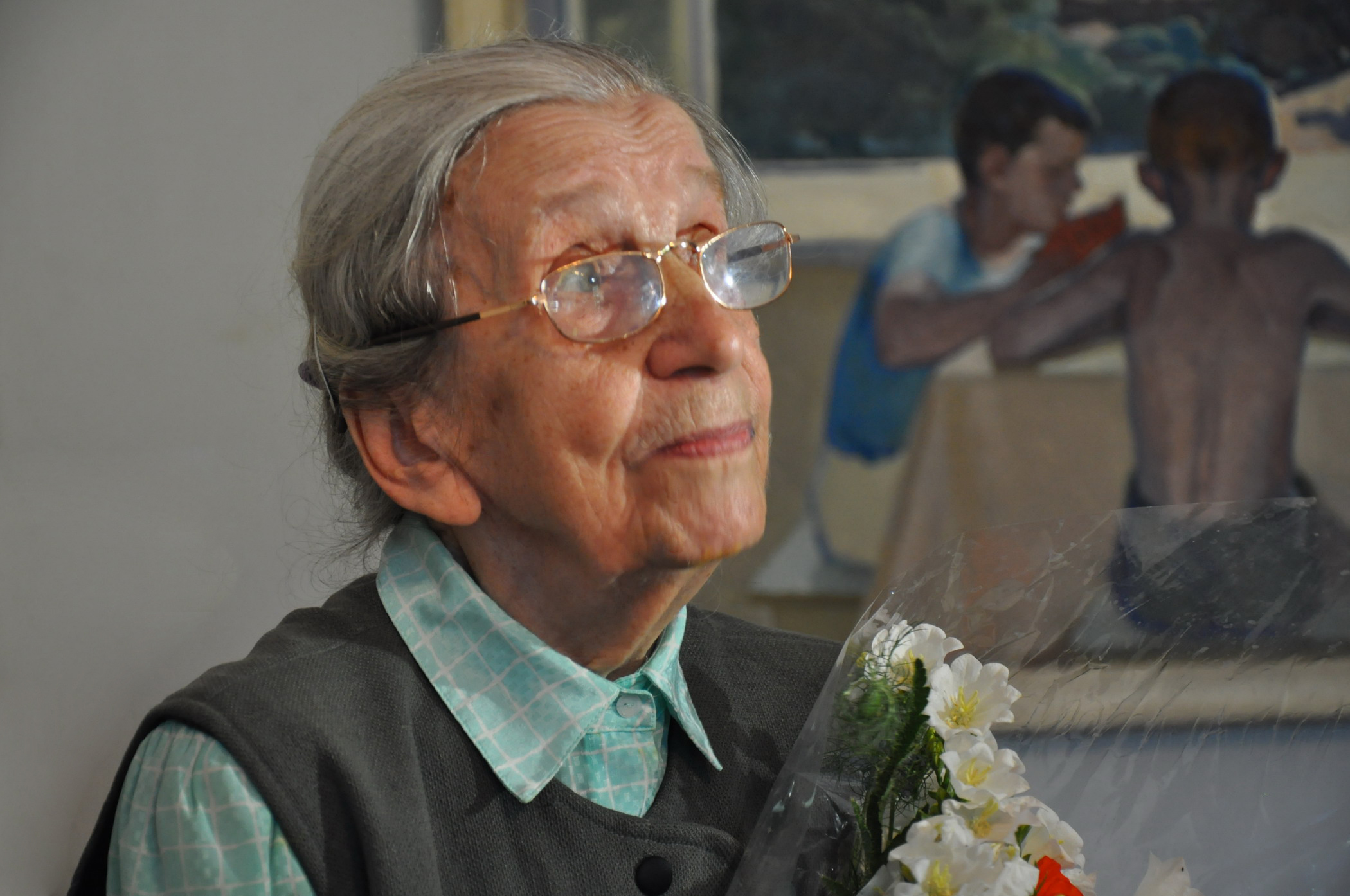
Персональна виставка Єгорової Т.І. у міській галереї "Міст". 2011 рік.

Тамара Іванівна Єгорова (18 червня 1925, Одеса — 24 травня 2018) — українська художниця і педагог; член Спілки радянських художників України з 1954 року.

## Біографія
Народилася 18 червня 1925 року в місті Одесі (нині Україна). Протягом 1944—1947 років навчалася в Одеському художньому училищі у Євгена Буковецького, Леоніда Мучника, Петра Коновського[джерело?]; у 1947—1954 роках — у Київському художньому інституті у Тетяни Яблонської, Олексія Шовкуненка, Віктора Пузиркова.
З 1957 до 2012 року викладала спеціальні дисципліни в Одеському художньому училищі. Член КПРС з 1962 року. Жила в Одесі в будинку на вулиці Торговій, № 2, квартира № 23. Померла 24 травня 2018 року.

## Сім'я
- Чоловік — Єгоров Дмитро Дмитрович (1915—2003) — художник і педагог. - джерело https://esu.com.ua/article-17505
- - джерело- https://www.ria1914.info/index.php/Егоров_Дмитрий_Васильевич
- Діти:
  - Єгорова (Алікберова) Олена Дмитрівна (1957—2011) — художниця і педагог; джерело-  https://socrealizm.com.ua/gallery/artist/alikberova-ed-1957
  - Єгоров Олександр Дмитрович (нар. 1963[2]) — художник[джерело?].

## Творчість
Працювала в галузі станкового живопису. Створювала жанрово-побутутові полотна, натюрморти, портрети. Серед робіт:
- «Редколегія» (1954);
- «Жіночий портрет» (1955);
- «У лісі» (1956);
- «Натюрморт» (1956);
- «Портрет птахівниці колгоспу імені Карла Лібкнехта Г. Калібабчук» (1960);
- «Перець» (1968);
- «Хліб» (1969);
- «Народні умільці» (1967);
- «Командир ланки» (1968);
- «Хліб» (1969);
- «Російський сувенір» (1970);
- «У новому будинку» (1970);
- «Літній ранок» (1972);
- «День» (1972);
- «Комсомольський бульвар» (1973);
- «За роботою» (1974);
- «Рожеві мальви» (1975);
- «Квіти» (1977);
- «Штурмани пߴятирічки» (1981);
- «Гостинність» (1983);
- «С. Ахромєєва» (1990);
- «Яблучний Спас» (1998);
- «Вічне» (1999);
- «Добридень, ранок» (2002);
- «Стіл біля вікна» (2008);
- «Айва» (2008).

Брала участь у міських, всеукраїнських, всесоюзних мистецьких виставках з 1954 року. У 1970 році її роботи експонувалися в Угорщині.